# NGC 1411
NGC 1411 (również IC 1943 lub PGC 13429) – galaktyka eliptyczna (E-S0), znajdująca się w gwiazdozbiorze Zegara. Odkrył ją John Herschel 24 października 1835 roku.
W galaktyce tej zaobserwowano supernową SN 1976L.